# Christian Overstolz
Christian Overstolz (* 6. August 1932) ist ein Schweizer Verleger und Autor.

## Leben
Overstolz wuchs in Arlesheim im Kanton Basel-Landschaft auf und absolvierte das Humanistische Gymnasium in Basel. Danach studierte er Jura und promovierte mit einer Arbeit auf dem Gebiet des Gewohnheitsrechts und der Verkehrssitte.

## Wirken
Overstolz trat 1961 in die Firma Schwabe ein, die er von 1979 bis 1996 als Inhaber leitete. Bis 2011 war er im Verwaltungsrat der Schwabe AG tätig. In seine Zeit als Verleger fielen die Grossprojekte Historisches Wörterbuch der Philosophie, Grundriss der Geschichte der Philosophie und das Augustinus-Lexikon.
Am 26. November 1988 feierte der Schwabe Verlag im Beisein von Bundespräsident Otto Stich in der Theodorskirche Basel sein 500-Jahr-Jubiläum. Bei diesem Anlass kündigte Overstolz seine geplante Nachfolgeregelung an.
Nach seinem Ausscheiden aus der Unternehmung widmete sich Overstolz der Bachforschung und dokumentierte seine Ergebnisse in verschiedenen Schriften.

## Werke
- Ein stilles Credo J.S. Bachs. Präludium und Fuge in A-Dur aus dem Wohltemperierten Klavier I. 2. Auflage. Schwabe, Basel 2012, ISBN 978-3-7965-2779-1.
- Die vier Duette Bachs aus dem dritten Teil der Clavierübung. Versuch einer Deutung. Basel 2018, ISBN 978-3-907128-08-4.